# Флорестан І
Флореста́н I (фр. Tancrède Florestan Roger Louis Grimaldi; 10 жовтня 1785 — 20 червня 1856, Париж) — князь Монако з 2 жовтня 1841 до своєї смерті.

## Біографія
Флорестан був сином Оноре IV та Луїзи д'Омонт, герцогині Мазаріні, його старший брат Оноре V був його попередником на троні Монако.
Він взяв шлюб 27 листопада 1816 року у Комерсі з Кароліною Жибер де Лемец (1793—1879). Від шлюбу народились діти: Карл III (1818—1889) та Флорестин (фр. Florestine Gabrielle Antoinette Grimaldi) (1833—1897).
Спочатку Флорестан не вважався претендентом на трон Монако, отже у молодості він був актором театру «Де л'Амбігу-Комік», але після смерті старшого брата Оноре V отримав титул князя. Реальна влада була зосереджена у руках його дружини Кароліни, яка була енергійною та розумною жінкою. Її разом з чоловіком вдалось покращити фінансові справи князівства. Враховуючи напружене політичне становище в країнах Європи у середині XIX сторіччя та враховуючи демократичні побажання населення, Флорестан двічі намагався ввести у дію конституцію, але обидва рази його спроби виявились невдалими. Особливе незадоволення це викликало у мешканців Ментони. Нарешті 1848 року Флорестан вирішив зректися від трону на користь сина, Карла, але було вже запізно. Міста Ментона та Рокебрюн проголосили себе вільними. Таким чином Монако позбавилось 80 % своєї території. До 1861 року політичний статус цих міст залишався невизначеним, доки Монако офіційно не передало їх Франції.

## Герб
Червоні ромби на білому тлі. Девіз роду Гарімальді: «Deo Juvante» (лат. З Божою поміччю).

## Посидлання
- Біографія(рос.)